# 35 Dywizja Strzelecka Wojsk Konwojujących NKWD
35 Dywizja Strzelecka Wojsk Konwojujących NKWD (ros. 35-я дивизия конвойных войск НКВД СССР) – jedna z dywizji piechoty wojsk NKWD z okresu II wojny światowej a także lat powojennych.
Została sformowana w lutym 1942 w okolicach Woroneża z resztek 13 Dywizji Strzeleckiej Wojsk Konwojujących NKWD. Znajdowała się w Stalingradzie i Środkowoazjatyckim Okręgu Wojskowym. Rozwiązana w lipcu 1951.